# Sigurd Dahlbäck

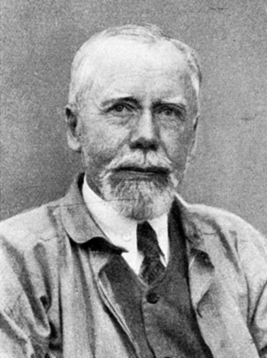
Sigurd Dahlbäck

Carl Sigurd Dahlbäck, född 23 juni 1866 i Falun, död 27 augusti 1932 i Överkalix socken, var en svensk författare, advokat och etnolog. 

## Biografi
Han var son till rektorn Carl Jonas Dahlbäck och Sofie Sundelin. Dahlbäck blev juris kandidat 1892 och bedrev juridisk verksamhet fram till 1914 och verkade även som advokat inom arbetarrörelsen där han försvarade arbetare som blivit åtalade i samband med arbetsmarknadskonflikter. 
År 1914 utkom under pseudonymen Erik Fahlman hans roman Firman Åbergson, som blev en kommersiell framgång och under femton års tid utkom i flera nya upplagor och även översattes till danska och tyska.
| ”                     | Våren 1914 exploderade en litterär sensation i bokhandeln. I Firman Åbergson skildrade en okänd Erik Fahlman ett gånget Sverige, sett från en lanthandel i Falun. Den maktlystne Wilhelm Åbergson avslöjades, bakom sin disk, som en märklig dubbelnatur, kluven mellan Stora & Lilla reviret. Mot dagens petitesser med en strut karameller eller ett hekto såpa ställdes luncher kring landshövdingen om hur järnvägen skulle dras och en diskret bankirrörelse. | „ |
| – Svante Löfgren 2007 | |   |

Firman Åbergson följdes dock inte av någon författarkarriär. Dahlbäck blev folklivsforskare i Överkalix. Han är gravsatt på Bränna kyrkogård i Överkalix.

### Utgivare
- Upproret i Stockholm 1902 och något om klasslagstiftning : ur offentliga handlingar och från olika synpunkter i pressen. Uppsatser om rättsväsendet m. m. / af S. Dahlbäck. Stockholm: Socialdemokratiska arbetarepartiets förlag. 1903. Libris 10229161